# Донское сельское поселение (Чертковский район)
Донское сельское поселение — муниципальное образование в Чертковском районе Ростовской области.
Административный центр поселения — хутор Артамошкин.

## Административное устройство
В состав Донского сельского поселения входят:
- хутор Артамошкин;
- хутор Белая Балка;
- хутор Ботановский;
- хутор Крутой.

## Население
| 2010 | 2012 | 2013 | 2014 | 2015 | 2016 | 2017 |
| ---- | ---- | ---- | ---- | ---- | ---- | ---- |
| 821  | ↘792 | ↘781 | ↘749 | ↘742 | ↘708 | ↘701 |
| 2018 | 2019 | 2020 | 2021 |      |      |      |
| ↘666 | ↘643 | ↘633 | ↘609 |      |      |      |